# Cephalotes alveolatus
Cephalotes alveolatus är en myrart som först beskrevs av Gijsbertus Vierbergen och Joachim Scheven 1995.  Cephalotes alveolatus ingår i släktet Cephalotes och familjen myror. Inga underarter finns listade.